# Чукаловце
Чукаловце (слч. Čukalovce) насељено је мјесто са административним статусом сеоске општине (слч. obec) у округу Сњина, у Прешовском крају, Словачка Република.

## Становништво
| Година:    | 1994. | 2004.   | 2014.    | 2024.    |
| ---------- | ----- | ------- | -------- | -------- |
| Број људи: | 169   | 153     | 175      | 156      |
| Разлика:   |       | -9,46 % | +14,37 % | -10,85 % |

| Година:    | 2023. | 2024.  |
| ---------- | ----- | ------ |
| Број људи: | 160   | 156    |
| Разлика:   |       | -2,5 % |

Према подацима о броју становника из 2024. године насеље је имало 156 становника.